# Bolbaffer namibiensis
Bolbaffer namibiensis es una especie de coleóptero de la familia Geotrupidae.

## Distribución geográfica
Habita en Namibia, Zambia y Botsuana.